# Souveraineté économique
La souveraineté économique désigne l'état d'un système économique qui bénéficie d'un contrôle sur ses approvisionnements principaux. Contrairement à l'autarcie, la souveraineté économique permet un recours au libre-échange, encadré, dès lors qu'il n'affaiblit pas les capacités de l'État.

## Concept
Le concept est utilisé aux États-Unis depuis au moins 1854, et en France depuis 1856. John Maynard Keynes traite brièvement du sujet dans un écrit de 1933, sans le nommer. Il affirme qu'« il faut que leur production soit nationale chaque fois que cela est possible et raisonnable ». 
Le concept met du temps à faire son apparition dans la sphère publique française. Il est notamment utilisé dans un discours du gouverneur de la Banque de France François Villeroy de Galhau en 2019, puis dans une note du Conseil d'analyse économique en 2021. 
La note du Conseil d'analyse économique définit une stratégie de souveraineté économique afin de rendre le pays plus résilient au sein de la mondialisation. Il recommande que le pays établisse une liste des produits clefs les plus vulnérables à des ruptures d'approvisionnement, c'est-à-dire aux produits qui sont produits par un faible nombre de producteurs, et ce en-dehors de l'Union européenne.
La souveraineté économique renvoie au concept de sécurité économique, qui fait référence à la capacité pour un pays de détenir les moyens économiques nécessaires à la protection de ses intérêts vitaux dans le cadre d'un conflit d'ordre militaire ou économique. Elle renvoie également à la souveraineté industrielle, qui est la capacité d'un pays à maîtriser des technologies nécessaires à la fabrication de biens nécessaires au bon fonctionnement du pays sans avoir recours à l'étranger. 
Le concept est exploré par l'économie du développement. Il implique pour les pays qui disposent de ressources naturelles de disposer d'un contrôle régulier sur ces ressources ou sur leur exploitation. 
La souveraineté économique peut se penser, pour les pays européens dans le cadre de l'Union européenne, dans le cas où celle-ci utilisait la diversité des capacités productives de l'union pour permettre à tous ses pays de bénéficier d'un approvisionnement régulier dans les matériaux et biens stratégiques. 

## Applications
Le droit français comporte plusieurs dispositions relatives à la souveraineté économique, bien que le terme ne soit pas utilisé. L'article L 151-3 du Code monétaire et financier crée le principe d'un contrôle de l’État des « activités de nature à porter atteinte à l’ordre public, à la sécurité publique ou aux intérêts de la défense nationale ». Il est complété par un décret de 2005, dit décret de Villpin, qui met en place une liste d'activités stratégiques d'un point de vue économique.
L'argument de la souveraineté économique a été avancé par l'État français pour s'opposer au rachat de Carrefour et de Photonis en 2021,.

## Débats et critiques
Emmanuel Combe soutient qu'une conception maximaliste de la souveraineté économique débouche sur la création d'un système autarcique, qui serait d'autant plus fragile qu'il ferait reposer la survie du pays sur ses seules capacités et se priverait des spécialisations des pays étrangers.